# Kolnica (województwo wielkopolskie)
Kolnica – wieś w Polsce położona w województwie wielkopolskim, w powiecie tureckim, w gminie Brudzew.
Wieś położona jest w centralnej części gminy Brudzew. Graniczy z gruntami Brudzewa, Marulewa oraz Bratuszyna.
Kolnica zajmuje powierzchnię 233 ha, z czego 206 ha stanowią użytki rolne, a pozostała część (27 ha) to lasy, rowy, drogi, tereny pod zabudowaniami oraz nieużytki.
Na początku 2006 roku miejscowość zamieszkiwało 180 osób w 31 gospodarstwach.

## Historia
Kolnica powstała z podziału gruntów należących do majątku Kępińskich. Po II wojnie światowej wchodziła w skład Marulewa. Osobną miejscowością stała się w drugiej połowie lat 70. XX wieku.
W Kolnicy działała Międzykółkowa Baza Maszynowa, która świadczyła usługi dla okolicznych rolników. W jej miejsce powstała Spółdzielnia Kółek Rolniczych. W Kolnicy funkcjonował również Związek Gruntów Rolnych, który obrabiał grunty rolne. Po upadku ZGR jego tereny stały się własnością prywatną.
W latach 1975–1998 miejscowość administracyjnie należała do województwa konińskiego.

## Wozownia
W miejscowości stoi zabytkowa wozownia, którą wybudowano w 1912 roku. Budynek należy do gminy Brudzew, jest siedzibą Gminnego Ośrodka Kultury „Wozownia”.